# Noleca
Noleca este un gen de molii din familia Lymantriinae.